# Silas Broux
Silas Broux né le 15 octobre 1867 à Roubaix et mort le 1er mars 1957 à Alençon, est un peintre français.

## Biographie
Fils d'un plafonneur, il naît le 15 octobre 1867 à Roubaix : Il a une sœur jumelle Rachel Broux.
Élève à l'École nationale supérieure des arts décoratifs de Paris à partir de 1886, Silas Broux y remporte le premier prix au concours en loge de dessin de modèle vivant et de plantes. Il fut notamment l'élève de Gustave Moreau et de Jules-Élie Delaunay.
En 1896, il est nommé professeur de dessin à l’École nationale des arts industriels de Roubaix.
En 1898, il épouse à Roubaix la professeur de piano Célinie Octavie Roussiez.
Il passe sa vie à Alençon où il enseigne au lycée de la ville et à l'école normale des filles. Il deviendra conservateur du musée d'Alençon.
Il expose au Salon des artistes français à Paris de 1891 à 1956,.
Il meurt le 1er mars 1957 à Alençon.
Plusieurs de ses œuvres sont conservées à Alençon au musée d'Alençon et à  Roubaix à La Piscine.

## Galerie

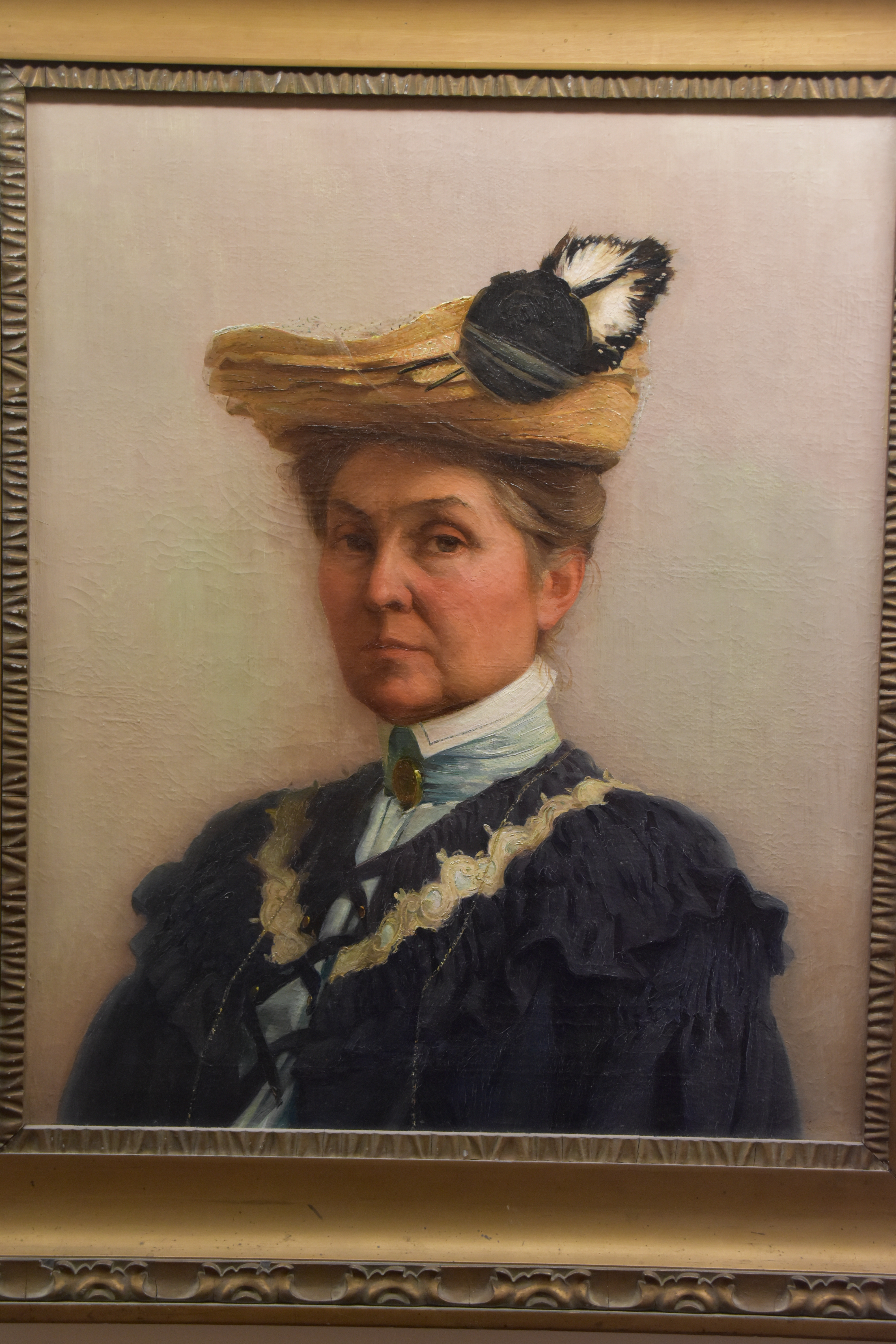
Portrait de Célinie Roussiez (1864-1946)